# Kevin Schade
Kevin Schade (Potsdam, 27 november 2001) is een Duits-Nigeriaans voetballer die doorgaans speelt als rechtsbuiten. In juli 2023 verruilde hij SC Freiburg voor Brentford. Schade maakte in 2023 zijn debuut in het Duits voetbalelftal.

## Clubcarrière
Schade speelde in de jeugd van SV Babelsberg 03 en werd na een periode bij Energie Cottbus in 2018 opgenomen in de opleiding van SC Freiburg. In december 2019 ondertekende de vleugelaanvaller zijn eerste professionele contract bij de club. Medio 2021 werd Schade overgeheveld naar het eerste elftal van Freiburg. Zijn professionele debuut maakte hij op 21 augustus 2021, tijdens een wedstrijd in de Bundesliga tegen Borussia Dortmund. Door treffers van Vincenzo Grifo en Roland Sallai en daarna een eigen doelpunt van Yannik Keitel werd met 2–1 gewonnen. Schade moest van coach Christian Streich op de reservebank beginnen en hij viel twintig minuten voor tijd in voor Sallai. Schade verlengde in november 2021 zijn verbintenis tot medio 2026. Zijn eerste doelpunt in het eerste elftal volgde op 5 december van dat jaar, toen een uitwedstrijd bij Borussia Mönchengladbach op het schema stond. Na een assist te hebben gegeven op Maximilian Eggestein verdubbelde Schade na vijf minuten de voorsprong. Doordat ook Philipp Lienhart, Nicolas Höfler, Lucas Höler en Nico Schlotterbeck nog tot scoren kwamen, won Freiburg met 0–6.
Schade verkaste in januari 2023 op huurbasis naar Brentford. De club uitkomend in de Premier League kreeg hierbij een verplichte optie tot koop en zou hem de zomer erna dus definitief overnemen, met een contract tot medio 2028.

## Clubstatistieken
| Seizoen | Club        | Competitie     | Competitie | Competitie | Beker | Beker | Internationaal | Internationaal | Totaal | Totaal |
| Seizoen | Club        | Competitie     | Wed.       | Dlp.       | Wed.  | Dlp.  | Wed.           | Dlp.           | Wed.   | Dlp.   |
| ------- | ----------- | -------------- | ---------- | ---------- | ----- | ----- | -------------- | -------------- | ------ | ------ |
| 2021/22 | SC Freiburg | Bundesliga     | 21         | 4          | 3     | 1     | —              | —              | 24     | 5      |
| 2022/23 | SC Freiburg | Bundesliga     | 8          | 1          | 0     | 0     | 4              | 1              | 12     | 2      |
| 2022/23 | → Brentford | Premier League | 18         | 0          | 1     | 0     | —              | —              | 19     | 0      |
| 2023/24 | Brentford   | Premier League | 11         | 2          | 1     | 0     | —              | —              | 12     | 2      |
| 2024/25 | Brentford   | Premier League | 13         | 3          | 3     | 1     | —              | —              | 16     | 4      |
| Totaal  | Totaal      | Totaal         | 71         | 10         | 8     | 2     | 4              | 1              | 83     | 13     |

Bijgewerkt op 3 december 2024.

## Interlandcarrière
Schade maakte zijn debuut in het Duits voetbalelftal op 25 maart 2023, tijdens een vriendschappelijke wedstrijd tegen Peru. Door twee doelpunten van Niclas Füllkrug werd met 2–0 gewonnen. Schade moest van bondscoach Hans-Dieter Flick op de reservebank beginnen en mocht een kwartier voor het einde van de wedstrijd invallen voor Kai Havertz. De andere Duitse debutanten dit duel waren Marius Wolf (Borussia Dortmund) en Mërgim Berisha (FC Augsburg).
| Interlands van Kevin Schade voor Duitsland | Interlands van Kevin Schade voor Duitsland | Interlands van Kevin Schade voor Duitsland | Interlands van Kevin Schade voor Duitsland | Interlands van Kevin Schade voor Duitsland | Interlands van Kevin Schade voor Duitsland | Interlands van Kevin Schade voor Duitsland |
| №                                          | Datum                                      | Wedstrijd                                  | Uitslag                                    | Competitie                                 | Goals                                      |                                            |
| Als speler bij Brentford                   | Als speler bij Brentford                   | Als speler bij Brentford                   | Als speler bij Brentford                   | Als speler bij Brentford                   | Als speler bij Brentford                   | Als speler bij Brentford                   |
| ------------------------------------------ | ------------------------------------------ | ------------------------------------------ | ------------------------------------------ | ------------------------------------------ | ------------------------------------------ | ------------------------------------------ |
| 1                                          | 25 maart 2023                              | Duitsland – Peru                           | 2 – 0                                      | Vriendschappelijk                          |                                            |                                            |
| 2                                          | 28 maart 2023                              | Duitsland – België                         | 2 – 3                                      | Vriendschappelijk                          |                                            |                                            |
| 3                                          | 9 september 2023                           | Duitsland – Japan                          | 1 – 4                                      | Vriendschappelijk                          |                                            |                                            |
| 4                                          | 14 oktober 2024                            | Duitsland – Nederland                      | 1 – 0                                      | Nations League 2024/25                     |                                            |                                            |

Bijgewerkt op 3 december 2024.